# دانيال روبرتسون (لاعب كرة قاعدة)
دانيال روبرتسون (بالإنجليزية: Daniel Robertson)‏ هو لاعب كرة قاعدة أمريكي، ولد في 22 مارس 1994 في آبلاند في الولايات المتحدة.

## وصلات خارجية
- دانيال روبرتسون (لاعب كرة قاعدة) على موقع دوري كرة القاعدة الرئيسي (الإنجليزية)
- دانيال روبرتسون (لاعب كرة قاعدة) على موقعبيزبول رفرنس.كوم (الدوري الرئيسي) (الإنجليزية)
- دانيال روبرتسون (لاعب كرة قاعدة) على موقعبيزبول رفرنس.كوم (الدوري الثانوي) (الإنجليزية)
- دانيال روبرتسون (لاعب كرة قاعدة) على موقع إي إس بي إن.كوم (أم.أل.بي) (الإنجليزية)
- دانيال روبرتسون (لاعب كرة قاعدة) على موقع مشجعي الرسوم البيانية (الإنجليزية)